# بروتوكول ويزريد
ويزريد هو بروتوكول خاص بشبكات الاتصالات الشعرية اللاسلكية أدهوك من شركة فوجيتسو. وويزريد هو مصطلح مبتكر يعني «البكرة الذكية». ويقال أن هذا البروتوكول يسمح بتضمين عدد أكبر من العقد في الشبكة اللاسلكية أدهوك أكبر مما يعتبر عمليًا في بروتوكولات شبكات أدهوك العادية، مثل IEEE 802.15.4 (زيجبي). ويقال أن هذا يرجع بصورة أساسية إلى استخدام وظيفة توجيه أخف مع عدد أقل من رسائل نشر مسار البحث.
يقال أن البروتوكول مناسب جدًا لقنوات الاتصالات اللاسلكية والسلكية على حد السواء أو قنوات الاتصالات المختلطة منهما.
تقدم لنا فوجيتسو مثالاً لأحد الاستخدامات الممكنة لبروتوكول ويزريد وذلك في إنشاء شبكات استشعار واسعة النطاق، والتي تشير إليها فوجيتسو أحيانًا باعتبارها «اجتماعية» (بالمعنى المقابل لـ «صناعية», ذلك أنه من المتوقع أن تعمل شبكات الاستشعار في المنازل الخاصة وفي المناطق العامة وليس في البيئات الصناعية). وتتميز تلك الشبكات بديناميكية فائقة، ويقصد بذلك أن العقد الموجودة فيها قد تصبح متاحة لترحيل نسبة استخدام الشبكة ثم تختفي بعد ذلك بصورة عشوائية وبأعداد كبيرة. وتقول فوجيتسو إنه نظرًا لأن بروتوكول ويزريد يمكنه إنتاج نسبة أقل من التحكم في استخدام الشبكة (مقارنةً ببعض الشبكات الشعرية اللاسلكية أدهوك التقليدية)، فإنه يمكنه التكيف مع الطوبولوجيا غير المتوقعة من شبكة الاستشعار وينجح في توجيه نسبة استخدام الشبكة دون إعاقة الشبكة برسائل البحث عن المسار. بيد أن الحجم الأقل لرسائل التحكم الخالصة في بروتوكول ويزريد يمكن إلغاؤها نتيجة الزيادة الكبيرة في بنية رسائل البيانات وكذلك نتيجة التوجيه الأقل من المثالي لرسائل البيانات.

## وصلات خارجية
- الموقع الرسمي
—a page on Fujitsu's corporate website. Retrieved 13/Jan/2013.